# علي يوسف هاشم
علي يوسف هاشم وُلد في (19 كانون الثاني 1996), هو لاعب كرة قدم محترف في العراق يلعب كمهاجم لنادي الزوراء في الدوري العراقي الممتاز .
بعد صعوده خلال صفوف نادي شباب القوة الجوية ، اقتحم علي يوسف الفريق الأول للنادي في عام 2014 حين بلغ من العمر 18 عامًا، وقضى حياته المهنية المبكرة مع عمالقة العراق، حيث قضى موسم 2016-17 على سبيل الإعارة في نادي نفط الوسط ونادي بغداد قبل أن يعود إلى ناديه الأم ويثبت نفسه كلاعب رئيسي لهم، حيث فاز بكأس الاتحاد الآسيوي مرتين مع الصقور في 2017 و 2018. في عام 2019 ، وقع للدفاع عن الشرطة ، بطل الدوري، مما سمح ليوسف باللعب في دوري أبطال آسيا للمرة الأولى في مسيرته. فاز بكأسه الأولى مع الشرطة بعد فترة وجيزة من انضمامه، وفاز بكأس السوبر 2019 .
وقد لعب يوسف في منتخب العراق تحت 23 سنة لكرة القدم.

## مسيرة اللاعب

### نادي القوة الجوية
قضى علي مسيرته الشبابية بالكامل في صفوف شباب العملاق العراقي القوة الجوية ، حيث التحق بأكاديمية النادي في سن مبكرة وصعد إلى الفئات العمرية قبل التحاقه بالفريق الأول في سن 18 عام 2014. أمضى موسمين في الصقور، حيث اعتاد المشاهدون ان يلاحظوه كلاعب اختياطي ينزل لتقديم المساعدة للفريق. بعد عودته من فترتي الإعارة، اقتحم يوسف تشكيلة الفريق الاساسية، ليصبح أحد أهم لاعبيهم حيث كان شريكاً لقائد النادي والأسطورة حمادي أحمد في المقدمة. فظفر بكأس الاتحاد الاسيوي 2017 و2018 مع النادي.

### الإعارة لدى نفط الوسط
في بداية موسم 2016-2017 ، تم اعارة علي إلى نادي نفط الوسط الذي يتخذ من النجف مقراً له على سبيل الإعارة لمدة ستة أشهر، حيث أثبت نفسه كلاعب رئيسي. احتل النادي المركز الخامس عند انتهاء الدوري.

### الإعارة لنادي بغداد
في كانون الثاني2017 ، عاد يوسف إلى العاصمة العراقية، وحصل على صفقة اعارة أخرى مدتها ستة أشهر، هذه المرة لنادي بغداد. حيث جعل نفسه لاعباً اسياسياً في الفريق، مما ساعد بغداد على الوصول إلى المركز الثامن.

### نادي الشرطة
في صيف 2019 ، وقع علي للدفاع عن نادي الشرطة ، بطل الدوري العراقي الممتاز،  ليحل محل النجم السابق والمفضل لدى الجمهور مهند علي ، الذي غادر للانضمام إلى فريق الدحيل القطري مقابل مليوني دولار.  في شباط، وخلال مباراة الدوري الممتاز ضد نادي الكهرباء ، تعرض يوسف لإصابة سيئة انهت موسمه وابقته خارجاً لمدة لا تقل عن 6 أشهر. 

## المسيرة الدولية
لقد مثل علي بلده في منتخب العراق تحت 23 سنة لكرة القدم ، حيث تم استدعاؤه إلى الفريق الأولمبي في عام 2017.

## الجوائز

### النادي
القوة الجوية
- كأس الاتحاد الآسيوي : 2017 ، 2018 [5]

الشرطة
- كأس السوبر العراقي : 2019